# Zygothrica manni
Zygothrica manni är en tvåvingeart som beskrevs av David Grimaldi 1987. Zygothrica manni ingår i släktet Zygothrica och familjen daggflugor. Inga underarter finns listade i Catalogue of Life.